# Várhegyi Éva
Várhegyi Éva (Budapest, 1952. május 18. –) magyar közgazdász (MTA doktora), kutató, a Pénzügykutató Zrt. alapító tagja.

## Életpályája
1975-ben végzett a Marx Károly Közgazdaságtudományi Egyetemen (ma Budapesti Corvinus Egyetem). 1987-ben lett kandidátus a Magyar Tudományos Akadémián, 2005-től az MTA doktora. Angolul beszél.
1975 és 1984 közt a Magyar Nemzeti Bank Közgazdasági Főosztálya és Elnöksége munkatársa volt. 1984 óta a Pénzügykutató Intézetnél (a későbbi Pénzügykutató Rt, majd Zrt) dolgozik, tudományos főmunkatárs, 1992-től tagja a cég igazgatóságának és a Pénzügykutató Alapítvány kuratóriumának.
1990 óta a Magyar Közgazdasági Társaság Pénzügyi Szakosztályának vezetője. 1994 és 1996 között tagja volt a Corvinbank igazgatóságának. 1995 és 2001 között, majd 2002-től tagja a Magyar Nemzeti Bank felügyelő bizottságának, 1996-tól a Közép-Európai Egyetem (CEU) felügyelő bizottságának, 1996 és 2001 közt a Magyar Bankszövetség Etikai Bizottságának tagja. 2000-től a Nyilvánosság Klub ügyvivője.
Elnöke volt a Gyurcsány Ferenc kormányfő felkérésére alakult Lakossági Pénzügyi Szolgáltatásokat Vizsgáló Szakértői Bizottságnak, amely a bankok közti verseny fogyasztók számára hátrányos hiányosságait vizsgálja. (A bizottság tagja volt többek közt Király Júlia.)
Nem csak szakmai folyóiratokban publikál és szerkeszt, írásaival tevékeny részese a közéletnek is (Magyar Narancs, HVG).
„A maffiaállam bankjai” címmel tanulmányt írt Orbán Viktornak a bankokkal kapcsolatos politikájáról a Magyar Bálint által szerkesztett, 2013 őszén megjelent Magyar polip című kötetbe.

## Szóba került jegybankelnök-jelöltként
Egyike azoknak a közgazdászoknak, akiknek a neve szóba került, mint Járai Zsigmond elnök utódja az MNB elnöki székében 2007 márciusától. (Más nevek: Bodnár Zoltán, Farkas Ádám, Felcsuti Péter, Karvalits Ferenc, Simor András, Surányi György.)
Az Élet és Irodalomban 2007. január 26-án megjelent írásában Várhegyi keményen bírálta Járait és az MNB fő közgazdászát, a lehetséges jelöltek közt szintén szóba került Hamecz Istvánt, és arra hívta fel a miniszterelnököt, hogy ne politikai megfontolások alapján válasszon jelöltet: „Neki kell mérlegelnie, hogy a számára kezdetben kétségkívül kényelmesebb, kevesebb politikai támadással járó "folytonosságot" választja-e, esetleg más, könnyen "kezelhető" partnert keres, vagy olyan személyt jelöl, akinek szakmai felkészültségből fakadó integritása kevésbé bársonyos együttműködést valószínűsít ugyan, de jobban garantálja a magyar gazdaságpolitika hitelességét” – írta. Archiválva 2007. március 11-i dátummal a Wayback Machine-ben

## Díjak, elismerések
Heller Farkas-díjas, Bossányi Katalin-díjas (2002), megkapta a Magyar Köztársasági Érdemrend lovagkeresztje kitüntetést (2005)

## Művei
- Bankrendszer Magyarországon; összeáll. Várhegyi Éva; Reflektor, Bp., 1985 (Tények, adatok)
- Költségvetési rendszerünk; összeáll. Várhegyi Éva; Reflektor, Bp., 1985 (Tények, adatok)
- Antal László–Várhegyi Éva: Tőkeáramlás Magyarországon; Közgazdasági és Jogi, Bp., 1987
- A hitelelosztás tendenciái Magyarországon; Pénzügykutató Intézet, Bp., 1987 (Pénzügykutatási Intézet)
- A study on the development of the Hungarian banking system (Tanulmány a magyar bankrendszer fejlődéséről); készítette Várhegyi Éva és Spéder Zoltán, adaptálta Csató Mária; State Banking Supervision, Bp., 1994 (Occasional papers. State Banking Supervision)
- Tanulmány a magyar bankrendszer fejlődéséről; készítette Várhegyi Éva és Spéder Zoltán, adaptálta Csató Mária; Állami Bankfelügyelet, Bp., 1994 (Felügyeleti füzetek Állami Bankfelügyelet)
- The structure of the Hungarian banking market: concentration, segmentation and income polarisation; Institute of Economics HAS, Bp., 1995 (Műhelytanulmányok. Magyar Tudományos Akadémia Közgazdaságtudományi Intézet)
- Várhegyi Éva–Spéder Zoltán: A kis- és középvállalkozások pénzpiaci igényei és hitelezési helyzete; MVA, Bp., 1995 (Kutatási füzetek Magyar Vállalkozásfejlesztési Alapítvány)
- Bankok versenyben. A magyar bankpiac állapota, fejlődése és jövője; Pénzügykutató Rt., Bp., 1995
- Várhegyi Éva–Gáspár Pál: A tőkemozgások szabadsága – az Európai Unió kihívásai; Pénzügykutató Rt.–Perfekt, Bp., 1997
- A bankrendszer és a kisvállalkozások; MVA, Bp., 1997 (MVA kutatási füzetek)
- Bankprivatizáció; Kulturtrade, Bp., 1998 (Számadás a talentumról)
- Gáspár Pál–Várhegyi Éva: Az euro bevezetésének rövid- és középtávú hatásai a magyar gazdaságra; Pénzügykutató Rt., Bp., 1999 (Pénzügykutató füzetek)
- Bankvilág Magyarországon; Helikon, Bp., 2002 (Helikon universitas. Közgazdaságtan)